# Ambonus distinctus
Ambonus distinctus är en skalbaggsart som först beskrevs av Newman 1840.  Ambonus distinctus ingår i släktet Ambonus och familjen långhorningar.
Artens utbredningsområde är:
- Paraguay.
- Uruguay.

Inga underarter finns listade i Catalogue of Life.